# جرين أعلى (العدين)

تعديل مصدري - تعديل

جرين أعلى هي إحدى قرى عزلة خباز بمديرية العدين التابعة لمحافظة إب، بلغ تعداد سكانها 409 نسمة حسب تعداد اليمن لعام 2004.